# Selecció de futbol d'Andorra
La selecció de futbol d'Andorra representa a Andorra a les competicions internacionals de futbol. És controlada per la Federació Andorrana de Futbol. L'equip ha gaudit molt poc de l'èxit a causa de la petita població del Principat, la cinquena més petita de qualsevol país de la UEFA (només Liechtenstein, San Marino, Gibraltar i les illes Fèroe són més petites).
El primer partit oficial d'Andorra va ser una derrota per 6-1 en un partit amistós contra Estònia el 1996. Des de les rondes de classificació del torneig de la UEFA Euro 2000, Andorra ha participat en la classificació per a cada campionat d'Europa i la Copa del Món, però ha tingut molt poc èxit. Només han guanyat sis partits, quatre d'ells a casa. Tenen dues victòries en partits competitius, 1 a 0 contra Macedònia en la classificació de la Copa Mundial de la FIFA de 2006 i una altra també per 1 a 0 contra Hongria en la classificació de la Copa Mundial de la FIFA de 2018.

## Història
La selecció nacional d'Andorra fou reconeguda per la FIFA i la UEFA el 1996. El 13 de novembre d'aquell any juga el seu primer partit amistós internacional contra Estònia a l'estadi Comunal d'Andorra. El resultat final fou d'1 a 6, i Agustí Pol fou l'autor del primer gol de la selecció a la seva història.
Les seves victòries més àmplies han estat per 2 a 0 contra la Belarús, Albània i San Marino el 26 d'abril del 2000, el 17 d'abril del 2002 i el 22 de febrer de 2017 respectivament, els dos primers disputats a Andorra la Vella i l'últim a San Marino.
L'any 2004 es va celebrar el 10è Aniversari amb la disputa de dos partits amistosos:
```
El 28 de maig de 2004: França vs Andorra (Stade de la Mosson, Montpeller).
```

```
El 5 de juny de 2004: Espanya vs Andorra (Coliseo Alfonso Pérez, Getafe).
```

El 9 de juny de 2017, van aconseguir el cinquè triomf i el més important de la seva història: 1-0 a Hongria a les Eliminatories al Mundial de Russia 2018.

## Estadi
Des de 1996 fins 2014 l'Andorra va disputar els seus partits de local a l'Estadi Comunal d'Andorra la Vella, a la capital d'Andorra la Vella. Aquest estadi té una capacitat de 1.800 persones i també alberga els partits del FC Andorra i la Lliga Andorrana de futbol. El 9 de setembre de 2014, l'equip nacional va començar a jugar al nou Estadi Nacional amb capacitat per 3.306 persones.
L'Andorra, de tant en tant ha jugat partits a casa fora de les seves fronteres. Per exemple, Andorra va acollir França i Anglaterra en el Campionat Europeu 2000, Campionat d'Europa de 2008 i 2010 classificació per al Mundial a les Estadi Olímpic Lluís Companys de Barcelona, que va ser la casa del RCD Espanyol entre 1997 i 2009.

## Reputació
El balanç desigual de victòries i derrotes d'Andorra li atorga una baixa reputació al futbol mundial. La nació només ha guanyat set partits oficials, quatre de classificació per al Mundial contra Macedònia l'octubre del 2004 i Hongria el juny del 2017, tots dos per 1-0; San Marino al setembre i octubre del 2021 per 2-0 a casa i 3-0 fora a Serravalle (la major victòria en la seva històrica), un únic partit de classificació per al Campionat d'Europa a casa contra Moldàvia l'octubre del 2019 per 1-0 i dos partits de la UEFA Nations League contra Liechtenstein al juny i setembre de 2022 per 2-1 a casa i 2-0 fora a Vaduz; i sis partits amistosos, tres d'ells per 2-0 contra Belarús l'abril del 2000 i Albània l'abril del 2002 a casa i San Marino el febrer del 2017 fora, així com tres victòries per 1-0 contra Liechtenstein a seus neutrals al març del 2018 i contra Saint Christopher i Nevis i Granada a casa el març del 2022.
Amb la quarta població més petita de tots els països de la UEFA, fins a l'admissió de Gibraltar, la pedrera de talents és reduïda. Els jugadors són la majoria amateurs, ja que la lliga nacional andorrana només es juga a temps parcial. Des que Andorra va començar a jugar el 1996, la seva classificació mitjana a la FIFA és de 163.

## Proveïdor d'equipacions

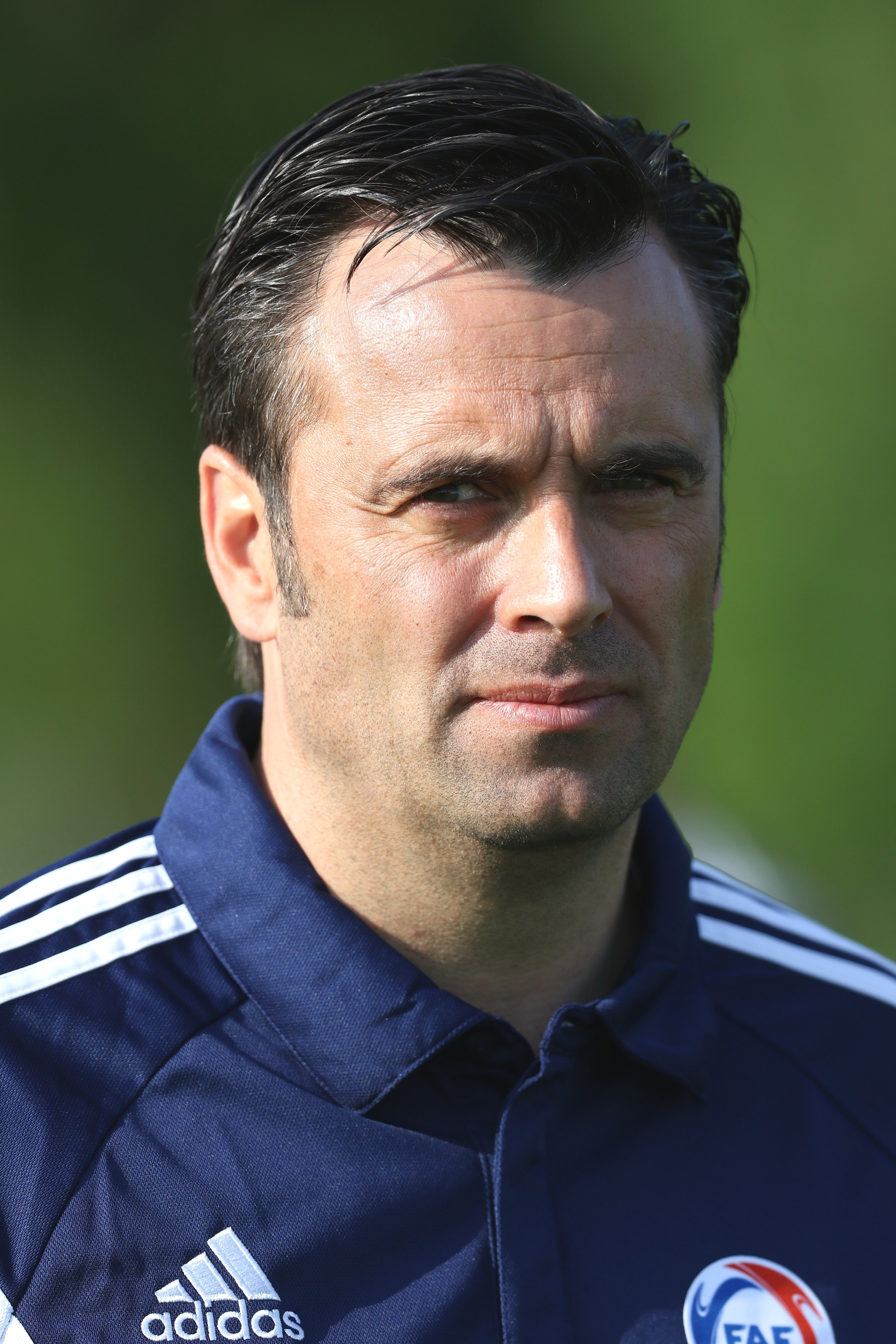
Koldo Álvarez de Eulate durant l'entrenament de la Selecció Andorrana de Futbol el 25-05-16 a Àustria

| Proveïdor | Període                  |
| --------- | ------------------------ |
| Aramar    | 1996 (1r partit)         |
| Efa       | 1996 (2n i 3r partit)    |
| Reusch    | 1996–2000                |
| Nike      | 1998 (Partit vs Brasil)  |
| Reebok    | 2000-2004                |
| Puma      | 2004 (Partit vs Espanya) |
| Bemiser   | 2004 (Partit vs Bemiser) |
| Diadora   | 2004-2006                |
| Joma      | 2006-2008                |
| Adidas    | 2008-2018                |
| Macron    | 2018-2022                |
| Erreà     | 2022-present             |

## Entrenadors
Manuel Miluir va ser el primer entrenador de la selecció i va disputar els tres primers partits de classificació del Campionat d'Europa. Va marxar el 1999 per donar pas a David Rodrigo, el primer partit competitiu del qual va ser la derrota en la classificació del Campionat d'Europa per 2-0 a Islàndia el 27 de març del mateix any. Rodrigo va estar a càrrec de l'equip fins al febrer del 2010, quan es va anunciar que Koldo es va fer càrrec d'aquest paper.
- Isidre Codina (1996)
- Manuel Miluir (1997-1999)
- David Rodrigo (1999-2009)
- Koldo Álvarez de Eulate (2010-)

## Jugadors

### Plantilla
Els següents jugadors van ser inclosos a la llista de convocats per al partit de classificació per a l'Eurocopa 2024 contra Israel el 19 de juny de 2023.
Partits i gols actualitzats a 19 de juny del 2023, després del partit contra Israel.
| Dorsal | Posició | Jugador            | Data de naixement/edat | Partits | Gols | Club               |
| ------ | ------- | ------------------ | ---------------------- | ------- | ---- | ------------------ |
| 1      | POR     | Josep Gómes        | 3 de desembre de 1985  | 82      | 0    | FC Santa Coloma    |
| 12     | POR     | Iker Álvarez       | 25 de juliol de 2001   | 15      | 0    | Villarreal B       |
| 13     | POR     | Xisco Pires        | 25 de gener de 1998    | 2       | 0    | La Solana          |
| 2      | DEF     | Aleix Viladot      | 26 de juny de 1997     | 1       | 0    | Penya Encarnada    |
| 5      | DEF     | Max Llovera        | 8 de gener de 1997     | 62      | 1    | San Cristóbal      |
| 6      | DEF     | Ildefons Lima      | 10 de desembre de 1979 | 135     | 11   | Andorra B (capità) |
| 15     | DEF     | Moisés San Nicolás | 17 de setembre de 1993 | 72      | 0    | FC Santa Coloma    |
| 17     | DEF     | Joan Cervós        | 24 de febrer de 1998   | 47      | 1    | San Cristóbal      |
| 19     | DEF     | Joel Guillén       | 28 d'agost de 2001     | 6       | 0    | Binéfar            |
| 20     | DEF     | Albert Alavedra    | 26 de febrer de 1999   | 26      | 0    | Vardar             |
| 21     | DEF     | Marc García        | 21 de març de 1988     | 62      | 0    | Engordany          |
| 3      | MIG     | Eric Vales         | 18 d'agost de 2000     | 5       | 0    | Bilje              |
| 4      | MIG     | Marc Rebés         | 3 de juliol de 1994    | 57      | 3    | FC Santa Coloma    |
| 7      | MIG     | Marc Pujol         | 21 d'agost de 1982     | 108     | 4    | Engordany          |
| 8      | MIG     | Márcio Vieira      | 10 d'octubre de 1984   | 121     | 2    | Marco              |
| 10     | MIG     | Ludovic Clemente   | 9 de maig de 1986      | 46      | 0    | UE Santa Coloma    |
| 18     | MIG     | Jordi Rubio        | 1 de novembre de 1987  | 64      | 0    | Engordany          |
| 22     | MIG     | Albert Reyes       | 24 de març de 1996     | 4       | 0    | UE Santa Coloma    |
| 9      | DAV     | Ricard Fernández   | 19 de març de 1999     | 33      | 1    | Bilje              |
| 11     | DAV     | Albert Rosas       | 19 d'agost de 2002     | 14      | 4    | Betis B            |
| 14     | DAV     | Jordi Aláez        | 23 de gener de 1998    | 52      | 3    | Cerdanyola         |
| 16     | DAV     | Àlex Martínez      | 10 d'octubre de 1998   | 48      | 1    | La Solana          |
| 23     | DAV     | Izan Fernández     | 3 d'octubre de 2001    | 3       | 0    | Azuqueca           |

## Historial de competicions

### Copa del Món de la FIFA
| Historial a la Copa del Món | Historial a la Copa del Món | Historial a la Copa del Món | Historial a la Copa del Món | Historial a la Copa del Món | Historial a la Copa del Món | Historial a la Copa del Món | Historial a la Copa del Món | Historial a la Copa del Món |    | Historial de la classificació a la Copa del Món | Historial de la classificació a la Copa del Món | Historial de la classificació a la Copa del Món | Historial de la classificació a la Copa del Món | Historial de la classificació a la Copa del Món | Historial de la classificació a la Copa del Món |
| Any                         | Ronda                       | Posició                     | PJ                          | V                           | E                           | D                           | GF                          | GC                          | PJ | V                                               | E                                               | D                                               | GF                                              | GC                                              |                                                 |
| --------------------------- | --------------------------- | --------------------------- | --------------------------- | --------------------------- | --------------------------- | --------------------------- | --------------------------- | --------------------------- | -- | ----------------------------------------------- | ----------------------------------------------- | ----------------------------------------------- | ----------------------------------------------- | ----------------------------------------------- | ----------------------------------------------- |
| 1930 a 1998                 | No hi participà             | No hi participà             | No hi participà             | No hi participà             | No hi participà             | No hi participà             | No hi participà             | No hi participà             |    |                                                 |                                                 |                                                 |                                                 |                                                 |                                                 |
| 2002                        | No s'hi classificà          | No s'hi classificà          | No s'hi classificà          | No s'hi classificà          | No s'hi classificà          | No s'hi classificà          | No s'hi classificà          | No s'hi classificà          | 10 | 0                                               | 0                                               | 10                                              | 5                                               | 36                                              |                                                 |
| 2006                        | No s'hi classificà          | No s'hi classificà          | No s'hi classificà          | No s'hi classificà          | No s'hi classificà          | No s'hi classificà          | No s'hi classificà          | No s'hi classificà          | 12 | 1                                               | 2                                               | 9                                               | 4                                               | 34                                              |                                                 |
| 2010                        | No s'hi classificà          | No s'hi classificà          | No s'hi classificà          | No s'hi classificà          | No s'hi classificà          | No s'hi classificà          | No s'hi classificà          | No s'hi classificà          | 10 | 0                                               | 0                                               | 10                                              | 3                                               | 39                                              |                                                 |
| 2014                        | No s'hi classificà          | No s'hi classificà          | No s'hi classificà          | No s'hi classificà          | No s'hi classificà          | No s'hi classificà          | No s'hi classificà          | No s'hi classificà          | 10 | 0                                               | 0                                               | 10                                              | 0                                               | 30                                              |                                                 |
| 2018                        | No s'hi classificà          | No s'hi classificà          | No s'hi classificà          | No s'hi classificà          | No s'hi classificà          | No s'hi classificà          | No s'hi classificà          | No s'hi classificà          | 10 | 1                                               | 1                                               | 8                                               | 2                                               | 23                                              |                                                 |
| 2022                        | No s'hi classificà          | No s'hi classificà          | No s'hi classificà          | No s'hi classificà          | No s'hi classificà          | No s'hi classificà          | No s'hi classificà          | No s'hi classificà          | -  | -                                               | -                                               | -                                               | -                                               | -                                               |                                                 |
| 2026                        | Pendent                     | Pendent                     | Pendent                     | Pendent                     | Pendent                     | Pendent                     | Pendent                     | Pendent                     | -  | -                                               | -                                               | -                                               | -                                               | -                                               |                                                 |
| Total                       | Total                       | 0/21                        | 0                           | 0                           | 0                           | 0                           | 0                           | 0                           | 52 | 2                                               | 3                                               | 47                                              | 14                                              | 162                                             |                                                 |

### Eurocopa UEFA
| Historial al Campionat d'Europa de la UEFA | Historial al Campionat d'Europa de la UEFA | Historial al Campionat d'Europa de la UEFA | Historial al Campionat d'Europa de la UEFA | Historial al Campionat d'Europa de la UEFA | Historial al Campionat d'Europa de la UEFA | Historial al Campionat d'Europa de la UEFA | Historial al Campionat d'Europa de la UEFA | Historial al Campionat d'Europa de la UEFA |    | Historial de la classificació al Campionat d'Europa de la UEFA | Historial de la classificació al Campionat d'Europa de la UEFA | Historial de la classificació al Campionat d'Europa de la UEFA | Historial de la classificació al Campionat d'Europa de la UEFA | Historial de la classificació al Campionat d'Europa de la UEFA | Historial de la classificació al Campionat d'Europa de la UEFA |
| Any                                        | Ronda                                      | Posició                                    | PJ                                         | V                                          | E                                          | D                                          | GF                                         | GC                                         | PJ | V                                                              | E                                                              | D                                                              | GF                                                             | GC                                                             |                                                                |
| ------------------------------------------ | ------------------------------------------ | ------------------------------------------ | ------------------------------------------ | ------------------------------------------ | ------------------------------------------ | ------------------------------------------ | ------------------------------------------ | ------------------------------------------ | -- | -------------------------------------------------------------- | -------------------------------------------------------------- | -------------------------------------------------------------- | -------------------------------------------------------------- | -------------------------------------------------------------- | -------------------------------------------------------------- |
| 1960 to 1996                               | No hi participà                            | No hi participà                            | No hi participà                            | No hi participà                            | No hi participà                            | No hi participà                            | No hi participà                            | No hi participà                            |    |                                                                |                                                                |                                                                |                                                                |                                                                |                                                                |
| 2000                                       | No s'hi classificà                         | No s'hi classificà                         | No s'hi classificà                         | No s'hi classificà                         | No s'hi classificà                         | No s'hi classificà                         | No s'hi classificà                         | No s'hi classificà                         | 10 | 0                                                              | 0                                                              | 10                                                             | 3                                                              | 28                                                             |                                                                |
| 2004                                       | No s'hi classificà                         | No s'hi classificà                         | No s'hi classificà                         | No s'hi classificà                         | No s'hi classificà                         | No s'hi classificà                         | No s'hi classificà                         | No s'hi classificà                         | 8  | 0                                                              | 0                                                              | 8                                                              | 1                                                              | 18                                                             |                                                                |
| 2008                                       | No s'hi classificà                         | No s'hi classificà                         | No s'hi classificà                         | No s'hi classificà                         | No s'hi classificà                         | No s'hi classificà                         | No s'hi classificà                         | No s'hi classificà                         | 12 | 0                                                              | 0                                                              | 12                                                             | 2                                                              | 42                                                             |                                                                |
| 2012                                       | No s'hi classificà                         | No s'hi classificà                         | No s'hi classificà                         | No s'hi classificà                         | No s'hi classificà                         | No s'hi classificà                         | No s'hi classificà                         | No s'hi classificà                         | 10 | 0                                                              | 0                                                              | 10                                                             | 1                                                              | 25                                                             |                                                                |
| 2016                                       | No s'hi classificà                         | No s'hi classificà                         | No s'hi classificà                         | No s'hi classificà                         | No s'hi classificà                         | No s'hi classificà                         | No s'hi classificà                         | No s'hi classificà                         | 10 | 0                                                              | 0                                                              | 10                                                             | 4                                                              | 36                                                             |                                                                |
| 2020                                       | No s'hi classificà                         | No s'hi classificà                         | No s'hi classificà                         | No s'hi classificà                         | No s'hi classificà                         | No s'hi classificà                         | No s'hi classificà                         | No s'hi classificà                         | 10 | 1                                                              | 1                                                              | 8                                                              | 3                                                              | 20                                                             |                                                                |
| 2024                                       | Pendent                                    | Pendent                                    | Pendent                                    | Pendent                                    | Pendent                                    | Pendent                                    | Pendent                                    | Pendent                                    | 0  | 0                                                              | 0                                                              | 0                                                              | 0                                                              | 0                                                              |                                                                |
| Total                                      | Total                                      | 0/16                                       | 0                                          | 0                                          | 0                                          | 0                                          | 0                                          | 0                                          | 60 | 1                                                              | 1                                                              | 58                                                             | 14                                                             | 169                                                            |                                                                |

### Lliga de les Nacions de la UEFA
| Historial Lliga de les Nacions de la UEFA | Historial Lliga de les Nacions de la UEFA | Historial Lliga de les Nacions de la UEFA | Historial Lliga de les Nacions de la UEFA | Historial Lliga de les Nacions de la UEFA | Historial Lliga de les Nacions de la UEFA | Historial Lliga de les Nacions de la UEFA | Historial Lliga de les Nacions de la UEFA | Historial Lliga de les Nacions de la UEFA |
| Any                                       | Divisió                                   | Pos                                       | PJ                                        | V                                         | E                                         | D                                         | GF                                        | GC                                        |
| ----------------------------------------- | ----------------------------------------- | ----------------------------------------- | ----------------------------------------- | ----------------------------------------- | ----------------------------------------- | ----------------------------------------- | ----------------------------------------- | ----------------------------------------- |
| 2018–19                                   | D                                         | 4t (53è)                                  | 6                                         | 0                                         | 4                                         | 2                                         | 2                                         | 9                                         |
| 2020–21                                   | D                                         |                                           | 0                                         | 0                                         | 0                                         | 0                                         | 0                                         | 0                                         |
| Total                                     | Total                                     | Total                                     | 6                                         | 0                                         | 4                                         | 2                                         | 2                                         | 9                                         |

## Lliga de les Nacions de la UEFA 2018-19
| Pos | Equip      | PJ | PG | PE | PP | GF | GC | DG  | Pts | Promoció            |
| --- | ---------- | -- | -- | -- | -- | -- | -- | --- | --- | ------------------- |
| 1   | Geòrgia    | 6  | 5  | 1  | 0  | 12 | 2  | +10 | 16  | Ascens a la Lliga C |
| 2   | Kazakhstan | 6  | 1  | 3  | 2  | 8  | 7  | +1  | 6   |                     |
| 3   | Letònia    | 6  | 0  | 4  | 2  | 2  | 6  | −4  | 4   |                     |
| 4   | Andorra    | 6  | 0  | 4  | 2  | 2  | 9  | −7  | 4   |                     |

## Classificació pel Campionat d'Europa de la UEFA 2020
| Pos | Equip    | PJ | PG | PE | PP | GF | GC | DG | Pts | Classificació                                     |
| --- | -------- | -- | -- | -- | -- | -- | -- | -- | --- | ------------------------------------------------- |
| 1   | França   | 2  | 2  | 0  | 0  | 8  | 1  | +7 | 6   | Classificat pel Campionat d'Europa de futbol 2020 |
| 2   | Turquia  | 2  | 2  | 0  | 0  | 6  | 0  | +6 | 6   | Classificat pel Campionat d'Europa de futbol 2020 |
| 3   | Albània  | 2  | 1  | 0  | 1  | 3  | 2  | +1 | 3   |                                                   |
| 4   | Islàndia | 2  | 1  | 0  | 1  | 2  | 4  | −2 | 3   |                                                   |
| 5   | Andorra  | 2  | 0  | 0  | 2  | 0  | 5  | −5 | 0   |                                                   |
| 6   | Moldàvia | 2  | 0  | 0  | 2  | 1  | 8  | −7 | 0   |                                                   |